# Singolare
Singolare је студијски албум италијанске певачице Мине, објављен 1976. године за издавачке куће PDU. Првобитно је дистрибуиран као двоструки албум заједно са албумом Plurale, а касније су се продавали одвојено.

## Списак пјесама
| №  | Назив                              | Трајање |  |
| 1. | Sognando                           | 4:05    |  |
| 2. | Devo dirti addio (Pra dizer adeus) | 3:58    |  |
| 3. | Colpa mia                          | 4:02    |  |
| 4. | L’ultima volta                     | 3:10    |  |
| 5. | Terre lontane                      | 4:05    |  |

| №  | Назив             | Трајање |  |
| 1. | Ancora dolcemente | 4:55    |  |
| 2. | Io camminerò      | 4:25    |  |
| 3. | Triste            | 5:35    |  |
| 4. | Cablo             | 3:30    |  |
| 5. | Nuda              | 4:00    |  |

## Верзије на другим језицима
- Sognando:
  - À cœur ouvert (на француском)

- Ancora dolcemente:
  - Les mauvais jours (на француском)
  - Where Would I Be Without Your Love? (на енглеском)

## Позиције на листама
| Листа (1976)              | Највиша позиција |
| ------------------------- | ---------------- |
| Италија (Musica e dischi) | 1                |

| Листа (1977)              | Највиша позиција |
| ------------------------- | ---------------- |
| Италија (Musica e dischi) | 4                |